# Хабы
Ха́бы (бел. Хабы) — деревня в Брестском районе Брестской области Беларуси, в составе Тельминского сельсовета. Население — 121 человек (2019).

## География
Деревня находится вблизи автодороги М1, в 17 км к северо-востоку от центра города Брест и в 6 км к северо-востоку от центра сельсовета, деревни Тельмы-1. Неподалеку находится брестский аэропорт.

## История
В XIX веке — имение в составе Косичской волости Брестского уезда Гродненской губернии. Находилось в государственной собственности.
По переписи 1897 года — 29 дворов, хлебозапасный магазин.
Согласно Рижскому мирному договору (1921) Хабы вошли в состав межвоенной Польши, где принадлежали гмине Косичи Брестского повета Полесского воеводства. В 1921 году — 10 дворов. С 1939 года в составе БССР.